# ۳۰ تیر
۳۰ تیر صد و بیست و سومین روز از سال در گاه شماری خورشیدی است. به پایان سال ۲۴۲ روز (۲۴۳ روز در سال کبیسه) مانده‌است.

## رویدادها
- ۱۳۳۱ - آغاز به کار سید ابوالقاسم کاشانی به عنوان رئیس مجلس شورای ملی
- ۱۳۳۱ - قیام ۳۰ تیر
- ۱۳۹۵ - چاپ جنجال روزنامه طرح نو
- ۱۳۹۵ - تایید حکم آرمان عبدالعالی دوست و عامل جنایت قتل غزاله شکور در دیوان عالی کشور [۱]
- ۱۳۹۶ - حادثه تیر ۱۳۹۶ هواپیمایی زاگرس
- ۱۳۹۷ - حمله به پاسگاه مرزی در مریوان
- ۱۴۰۲ - انتشار رسوایی جنسی محمد صفری

## زادروزها
- ۱۳۱۷ - پرویز شفیع زاده، بازیگر
- ۱۳۵۵ - وحید هاشمیان، بازیکن فوتبال
- ۱۳۶۷ - صدف طاهریان، بازیگر و مدل

## درگذشت‌ها
- ۱۳۰۹ - اسماعیل سیمیتقو، از بزرگان ایل شکاک
- ۱۳۵۵ - سید نورالدین هندی، برادر دوم سید روح‌الله خمینی
- ۱۳۵۷ - احمد کافی، روحانی و فعال سیاسی
- ۱۳۶۱ - عباس دوران، نظامی و خلبان
- ۱۳۹۷ - مرتضی تهرانی، روحانی و مجتهد شیعه
- ۱۳۹۹ - احمد پورمخبر، بازیگر
- ۱۳۹۹ - سید محمود موسوی مجد، نظامی
- ۱۴۰۲ - حسن صانعی، از اعضای مجمع تشخیص مصلحت نظام

## مناسبت ها
- روز عقب ماندگی ذهنی